# Чукенова Джамал
Джамал Чукенова (Чукленова) (1899, Російська імперія — ?) — радянська діячка, завідувачка жіночого сектору Казакстанського крайового комітету ВКП(б), член ВЦВК. Член Центральної контрольної комісії ВКП(б) у 1930—1934 роках.

## Життєпис
Народилася в бідній родині. Працювала робітницею-текстильницею.
Член РКП(б) з 1925 року.
З 1920-х років — на відповідальній жіночій партійній роботі в Казакській АРСР.
На 1930 рік — завідувачка жіночого сектору Казакстанського крайового комітету ВКП(б).
З 1931 року — студентка Комуністичного університету трудящих Сходу імені Сталіна в Москві.
Подальша доля невідома.